# Imamura Ryoichi
Ryoichi Imamura (sinh ngày 8 tháng 5 năm 2000) là một cầu thủ bóng đá người Nhật Bản.

## Sự nghiệp câu lạc bộ
Ryoichi Imamura đã từng chơi cho FC Tokyo.